# Erina Borlinetto
Erina Borlinetto (Milà, ca. 1864 — ?) fou una mezzosoprano i contralt operística italiana activa durant els anys 1884 i 1907. Fou coneguda també com a Erina Borlinetto-Conti pel seu matrimoni amb el director d'orquestra Arnaldo Conti (Parma, 22 de febrer de 1855 — Milà, 24 de març de 1919).

## Biografia
No se sap ben bé on ni quan va néixer. Segons un registre d'entrada als Estats Units d'Amèrica, de 1918, fou filla de Giuseppina Maffi. Va acabar els seus estudis musicals al Conservatori de Roma el juliol de 1883, amb una qualificació de diploma superior en cant. En aquells exàmens va obtenir també un diploma superior el compositor Giacomo Puccini, company d'estudis d'Erina.
Les primeres notícies d'actuacions seves corresponen a l'any 1884, quan va cantar el paper de Cieca (cega) de La Gioconda d'Amilcare Ponchielli i d'Amneris a Aida de Giuseppe Verdi al Teatre Comunale de Vercelli, el desembre d'aquell any. El mateix any va aparèixer al Teatro Carcano de Milà com a Signora di Monza de l'òpera I promessi sposi de Ponchielli. El 1885 va cantar Rigoletto de Verdi al Teatro San Carlos de Lisboa, i el 1887 al Teatro Costanzi de Roma com a Emilia a l'òpera Otello de Verdi.
Les temporades 1887 i 1888 va realitzar gires per l'Amèrica del Sud amb aparicions el 1887 a Valparaíso com a Laura de La Gioconda i al Teatro Solís de Montevideo en el paper d'Anna de L'Africaine de Giacomo Meyerbeer, en el paper en travesti de Maffio Orsini en l'òpera Lucrezia Borgia de Donizetti i en de Laura de La Gioconda.
L'any 1888 va cantar al Teatro Politeama de Buenos Aires. El 12 de junio de 1888 participà, sota la direcció del seu marit, en l'estrena a la ciutat de l'òpera Otello, un esdeveniment no exempt de polèmica, en aquest cas empresarial, en considerar la direcció del Teatro Colón de Buenos Aires que el Politeama no podia estrenar legalment l'obra. El teatre Colón, per la seva banda, va estrenar l'obra el 6 de juliol.
La temporada 1888-89 va actuar a La Scala de Milà com a Lidora de l'òpera Asrael d'Alberto Franchetti, un paper que va repetir a Florència l'abril de 1889, com a Ortrud de Lohengrin de Richard Wagner i com a Laura de La Gioconda; de 1890 a 1991 com a Ortrud de Lohengrin, participant com a Zuleida en l'estrena mundial de l’òpera Côndor del compositor brasiler Antônio Carlos Gomes, que va tenir lloc el 21 de febrer de 1891.
El 1890 va viatjar de nou a Amèrica del Sud, actuant al Teatre d’Òpera de Buenos Aires i al Teatre Líric de Rio de Janeiro, repetint en aquest cas el paper de Zuleida de Côndor. Va actuar al Teatre Bellini de Palerm el 1891, repetint més tard gira per Amèrica del Sud el 1892, amb aparicions al Teatre de l’Òpera de Buenos Aires, interpretant la princesa d'Èboli de Don Carlos de Verdi i participant en La favorita de Gaetano Donizetti, al Teatre Sao José de Sao Paulo i al Teatre Solís de Montevideo, de nou en el paper de la princesa d'Èboli. El mateix any de 1892 va actuar al Teatre Politeama de Gènova i de 1892 a 1893 al Teatro Regio de Torí, en el paper d'Amneris d'Aida de Verdi i a l'estrena mundial de l'òpera Irene d'Alfredo Keil, el 22 de març de 1893. L'any 1893 va cantar també el paper de Marta de l'òpera Mefistofele d'Arrigo Boito al Teatro Carlo Felice de Gènova.
L'any 1894 va actuar al Teatro San Carlo de Nàpols, en la primera representació en aquell teatre de l'òpera Falstaff de Verdi, en el paper de la senyora Quickly. El mateix any va participar al Teatro Comunale de Bologna, en el mateix paper de senyora Quickly de Falstaff, i com a Anacoana en l'òpera Cristoforo Colombo d'Alberto Franchetti. L'any 1895 va actuar al Teatro Nuovo de Pisa, de nou en el seu brillant paper de senyora Quickly; les temporades 1895- 1896 al Teatre Regio de Tor, també com a Quickly i en el paper principal de l'òpera Emma Liona d'Antonio Lozzi.
El 1897 va cantar Laura de La Gioconda i Quickly de Falstaff al Teatro Massimo de Palerm, i al Teatre Regio de Parma va cantar el paper de Dalila de l'òpera Samson et Dalila de Camille Saint-Saens. Va ser convidada al Teatro Regio de Torí el 1900 com a Ortrud, al Teatro Comunale de Bolonya com a Magdalena de l'òpera Die Meistersinger von Nürnberg de Wagner L'abril de 1906 va cantar Cendrillon de Jules Massenet al Teatro Dal Verne de Milà, en la inauguració de la temporada de primavera, i el 1907 a l'Opera de Nova Orleans com la Cieca de La Gioconda, amb Lillian Nordica i Florencio Constantino com a companys de repartiment.
Al Gran Teatre del Liceu de Barcelona va actuar en diverses temporades, començant en la 1885-1886, a la qual interpretà les òperes Mefistofele, debutant al teatre el 25 d'abril de 1886 en la representació d'inauguració de la temporada de primavera al costat de la també debutant al teatre Mila Kupfer-Berger, Dinorah de Giacomo Meyerbeer al costat de la soprano francesa Blanche Donadio (sota el nom italianitzat de Bianca Donadio), La Gioconda, també amb Mila Kupfer-Gerger, Rigoletto de Verdi amb Fernando Valero i Mariannina Lodi, i Gli Ugonotti de Giacomo Meyerbeer. Durant la temporada 1892-1893 del Liceu interpretà les tres òperes de la temporada de primavera: La sonnambula de Vincenzo Bellini, La Gioconda i Aida. La temporada d'hivern 1897-1898 va ser el torn de Don Carlos, en una funció extraordinària en commemoració del cinquentenari del teatre, Aida, Samsom et Dalila, Mefistofele, Otello i l'estrena al Liceu de Nerone d'Anton Rubinstein, que va tenir lloc el 27 de gener de 1898 sota la direcció de Rodolfo Ferrari, interpretant el paper de la cortesana Epicharis. A continuació va participar en la temporada de primavera de 1898, cantant de nou Samson et Dalida. Va tornar al Liceu la temporada 1899-1900, participant en les òperes Tristan und Isolde, en el paper de Brangania, i Lohengrin, ambdues de Wagner. La representació de Tristan und Isolde va ser de fet l'estrena de l'òpera al Liceu, que va tenir lloc el 8 de novembre de 1899. La temporada 1902-1903 hi va participar en Tristan und Isolde i Mefistofele. Les seves actuacions en aquest teatre van finalitzar amb les de la temporada 1903-1904, quan cantà les òperes La Gioconda, Lohengrin i Louise de Gustave Charpentier, en el paper de la mare, en la seva estrena al Liceu, el 3 d'abril de 1904.
L'any 1907 va marxar a Nova Orleans amb una companyia d'òpera, anomenada San Carlo Opera Company, participant al teatre French Opera House en l'òpera Il trovatore de Verdi, en el paper d'Azucena. Dies més tard participà al Teatre Odeon de Saint Louis en l'òpera La Gioconda. La gira va continuar al Teatre Gran Auditori d'Òpera de Chicago, de nou amb La Gioconda, més tard al Conventional Hall de Kansas City, amb la mateixa òpera, que va repetir a l'Auditori de Los Angeles a començament de març. Amb aquestes representacions va acabar la temporada i representen les darreres informacions en hemeroteques d'actuacions seves.